# Meeting International de Montreuil 2012
Meeting International de Montreuil 2012 – międzynarodowy mityng lekkoatletyczny, które odbył się 5 czerwca 2012 w Montreuil-sous-Bois. Zawody znalazły się w kalendarzu European Athletics Outdoor Premium Meetings w związku z czym należą do grona najważniejszych mityngów organizowanych w Europie pod egidę Europejskiego Stowarzyszenia Lekkoatletycznego.

## Rezultaty

### Mężczyźni
| Konkurencja:               | 1. miejsce           | Rezultat | 2. miejsce      | Rezultat | 3. miejsce            | Rezultat |
| Bieg na 100 m              | Ainsley Waugh        | 10,47    | Dwain Chambers  | 10,48    | Aziz Ouhadi           | 10,53    |
| Bieg na 800 m              | André Olivier        | 1:46,13  | Amin al-Manawi  | 1:46,49  | Pierre-Ambroise Bosse | 1:46,79  |
| Bieg na 110 m przez płotki | Jeff Porter          | 13,35    | Lawrence Clarke | 13,36    | Lehann Fourie         | 13,64    |
| Bieg na 400 m przez płotki | Jack Green           | 49,22    | Michael Tinsley | 49,26    | Mamadou Kassé Hanne   | 49,35    |
| Skok wzwyż                 | Muhammad Junus Idris | 2,25 =NR | Osku Torro      | 2,25     | Siergiej Mudrow       | 2,22     |
| Rzut młotem                | Paweł Fajdek         | 81,39    | Krisztián Pars  | 80,22    | Dilszod Nazarow       | 77,70    |

### Kobiety
| Konkurencja:               | 1. miejsce         | Rezultat     | 2. miejsce           | Rezultat | 3. miejsce            | Rezultat |
| Bieg na 100 m              | Murielle Ahouré    | 11,32        | Gloria Asumnu        | 11,46    | Sheri-Ann Brooks      | 11,49    |
| Bieg na 400 m              | Ksienija Zadorina  | 51,39        | Patricia Hall        | 51,84    | Muriel Hurtis-Houairi | 52,16    |
| Bieg na 800 m              | Zahra Bouras       | 1:58,78      | Marina Arzamasowa    | 1:59,63  | Malika Akkawi         | 1:59,97  |
| Bieg na 5000 m             | Buze Diriba        | 15:11,53 WJL | Afera Godfay         | 15:18,50 | Roxana Bârcă          | 15:22,64 |
| Bieg na 400 m przez płotki | Eilidh Child       | 55,25        | Anna Titimeć         | 55,46    | Nicole Leach          | 55,57    |
| Skok o tyczce              | Kristina Gadschiew | 4,50         | Marion Buisson       | 4,30     | Katie Byres           | 4,20     |
| Trójskok                   | Hanna Kniaziewa    | 14,23        | Nathalie Marie-Nelly | 14,03    | Teresa Nzola Meso Ba  | 14,02    |
| Rzut dyskiem               | Zinaida Sendriūtė  | 62,61        | Jekatierina Strokowa | 61,23    | Mélina Robert-Michon  | 60,37    |

## Rekordy
Podczas mityngu ustanowiono 1 krajowy rekord w kategorii seniorów:
| Zawodnik             | Reprezentacja | Konkurencja | Rezultat |
| -------------------- | ------------- | ----------- | -------- |
| Muhammad Junus Idris | Sudan         | skok wzwyż  | 2,25     |